# Кігбаєвське сільське поселення
Кігба́євське сільське поселення — муніципальне утворення в складі Сарапульського району Удмуртії, Росія. Адміністративний центр — село Кігбаєво.
Населення становить 1829 осіб (2019, 1856 у 2010, 1713 у 2002).

## Склад
До складу поселення входять такі населені пункти:
| Населений пункт     | Населення, осіб (2002) | Населення, осіб (2010) |
| ------------------- | ---------------------- | ---------------------- |
| Глухово, присілок   | 33                     | 50                     |
| Кігбаєво, село      | 1527                   | 1613                   |
| Митрошино, присілок | 26                     | 42                     |
| Рябиновка, присілок | 119                    | 150                    |
| Сергієво, присілок  | 8                      | 1                      |

В поселенні діють школа, садочок, бібліотека, клуб, комплексний центр соціального обслуговування населення та фельдшерсько-акушерський пункт.